# São José do Seridó
São José do Seridó este un oraș în Rio Grande do Norte (RN), Brazilia.